# ル・ミストラル (列車)

1965年のTEEミストラルの運行経路。灰色はその他のTEE

ル・ミストラル(Le Mistral)は1950年から1982年までパリ - ニース間をリヨン、マルセイユ経由で結んでいたフランス国鉄の昼行列車である。1965年から1981年まではTEEの一列車でもあった。フランスを代表する豪華列車であったが、TGVと引き替えに廃止された。
ここではル・ミストラルを補完していた以下の列車についても記述する。
- ル・リヨネ(Le Lyonnais) : 1967年から1981年までのパリ - リヨン間で運行されていた列車。1976年まではTEE。
- ル・ロダニアン(Le Rhodanien) : 1971年から1982年までパリ - マルセイユ間で運行されていた列車。1978年まではTEE。

各列車とも列車名の定冠詞「ル」を省略して表記されることもある。なお「ル・ロダニアン」は1964年から1971年までと1982年から1986年まではマルセイユ - ジュネーヴ間の列車名として用いられていた。
列車名の由来は以下の通り。
- ミストラル : ローヌ河谷の局地風「ミストラル」[2]
- リヨネ : リヨンの形容詞形、またはリヨンの住民の意[3]
- ロダニアン : ローヌ川の形容詞形[1]

## 歴史

### 前史
パリ - マルセイユ間の鉄道が全通したのは1855年のことであり、さらにニースまでは1864年に開通した。1937年までこの区間の鉄道はパリ・リヨン・地中海鉄道により運営されていた。
1929年、国際寝台車会社（ワゴン・リ社）はパリとヴェンティミリアをリヨン、マルセイユ、ニース経由で結ぶプルマン・コート・ダジュール急行(Pullman Cote d'Azur Express)の運行を始めた。これはテーブルつきの座席を備えたプルマン車（サロン車）による編成である。プルマン・コート・ダジュール急行のプルマン車は「コート・ダジュール型」とも呼ばれ、ワゴン・リ社が1925年以降ヨーロッパ各地の列車に連結していたプルマン車のなかでも最も豪華なものであった。
一方、パリ・リヨン・地中海鉄道は1935年からパリ - マルセイユ間で流線型蒸気機関車を用いた急行列車を運転した。この列車は1938年にフランス国鉄に引き継がれたが、第二次世界大戦勃発により運休となった。
戦後、1945年冬からフランス国鉄はパリ - マルセイユ間で一等車と二等車のみ（当時のフランスは三等級制）からなる急行列車の運転を再開した。また1946年にはパリ - リヨン間で途中無停車の気動車による急行列車の運転を始めた。

### ミストラル運行開始
1950年5月14日のダイヤ改正で、パリ - マルセイユ間に一・二等急行列車(Rapide)「ル・ミストラル」が登場した。列車番号はマルセイユ行が1、パリ行が2であり、列車番号の上でもフランスを代表する列車と位置づけられていた。当時はラロッシュ（Laroche-Saint-Cydroine, ヨンヌ県）とディジョンの間のみが電化されており、その他の区間は蒸気機関車牽引であった。
1952年にはミストラルはマルセイユからニースまで延長された。また同時にパリ - リヨン間が電気機関車牽引となった。電化区間はその後1959年にアヴィニョン、1962年にマルセイユまで延長された。
1954年からは機関車に"MISTRAL"の列車名標（ヘッドマーク）が取りつけられるようになった。フランス国鉄での列車名標の掲示は1975年で終わるが、ミストラルのみは1977年まで続けられた。
1956年夏のダイヤ改正から西ヨーロッパの鉄道は二等級制に移行し、ミストラルは一等車のみの編成となった。さらに同年7月、フランス国鉄はミストラルにステンレス製の新型客車（通称ミストラル56型）を投入した。これはフランスで初めて全車空調設備を備えたものであった。

### スピードアップ
1950年当時のミストラルの最高速度は130km/hであったが、1952年のパリ - リヨン間電化とともに140km/hに引き上げられ、さらに1956年からは150km/hとなった。なおフランス国鉄は1956年からパリ - リヨン間で160km/h運転を行なっているが、ミストラルは16両編成と重いため150km/hに抑えられた。これに加え電化区間の延伸などにより、所要時間は以下のように短縮された。
| ダイヤ                | パリ → リヨン 511.6km | パリ → マルセイユ 861.7km | パリ → ニース 1085.8km | 備考                                     |
| --------------------- | --------------------- | ------------------------- | ---------------------- | ---------------------------------------- |
| 1950夏                | 5:56                  | 10:03                     | -                      |                                          |
| 1950-51冬             | 5:07                  | 8:56                      | -                      | パリ - ディジョン間電化、最高130km/h     |
| 1952-53冬             | 4:15                  | 8:07                      | 11:00                  | パリ - リヨン間電化、最高140km/h         |
| 1956夏（7月18日以降） | 4:00                  | 7:47                      | 10:42                  | 最高150km/h。パリ-リヨンの最速列車は3:42 |
| 1962夏                | 4:00                  | 7:10                      | 10:19                  | パリ - マルセイユ間電化                  |

1964年当時、下り列車はパリ・ディジョン間315kmで表定時速132.1kmを記録し、ギネスブックに停車駅間における営業列車の速度としては世界最高と認定されていた。これは東海道新幹線開業前のレコードホルダーであった。

### TEE昇格
西ドイツ国鉄の提案をきっかけに、1965年から国内の優等列車もTEEに加えられることになり、同年5月30日のダイヤ改正からミストラルはTEEとなった。同時に非電化のマルセイユ - ニース間の牽引機関車が蒸気機関車からディーゼル機関車に置き換えられた。
1965年冬のダイヤ改正でミストラルのパリ - リヨン間の最高速度は160km/hとなり、さらに1968年にはリヨン - マルセイユ間も最高160km/hとなった。

### 新客車と増発

1971年のTEEミストラル、リヨネ、ロダニアンの運行経路。灰色はその他のTEE

1969年2月9日のダイヤ改正からパリ - ニース間の全線が電気機関車牽引となり、所要時間は下り(TEE 1)が9時間08分（パリ→リヨン間3時間47分、パリ→マルセイユ間6時間42分）、上り(TEE 2)が9時間06分にまで短縮された。またこのときからミストラルに新型車両（ミストラル69型）が投入され、同時に余剰となったミストラル56型客車を利用してパリ - リヨン間にもう一往復のTEE「ル・リヨネ」が設定された。翌1970年にはリヨネもミストラル69型客車に置き換えられた。さらに1971年にはパリ - マルセイユ間でTEE「ル・ロダニアン」が運行を始めた。ロダニアンは土曜日のマルセイユ行と日曜日のパリ行は運転されず、また7月、8月のヴァカンス期にも運休となるなど、ビジネス色の強い列車であった。
1972年には、パリ - ニース間の所要時間は下り9時間02分、上り8時間58分となった。
リヨネとロダニアンの運行開始以降、ミストラルはパリとコート・ダジュールを結ぶ観光列車としての性格が強くなった。この時期のミストラルには半室がバーで残りの区画に売店や秘書室、理容室を備えたバー車が連結されていた。ただし秘書室や理容室は1970年代後半には営業していないことが多かったようである。編成中に2両ある食堂車ではフルコースのフランス料理が提供された。
また、繁忙期には以前の客車を用いた臨時列車「第二ミストラル(Mistral bis)」が定期列車の直後に運転された。

### 終焉
1976年5月26日から、リヨネには二等車が連結されるようになり、TEEではなくなった。1978年10月1日にはロダニアンも同様に二等車を含む通常の急行列車となった。
1981年9月27日にTGVがパリ - リヨン間で営業を開始したのとともに、リヨネは廃止され、ミストラルには二等車が連結されTEEではなくなった。さらに1982年5月23日からTGVがパリ - マルセイユ間の運行を開始（リヨン - マルセイユ間は在来線経由）した。これと引き替えに、ミストラルは前日5月22日の運行を最後に廃止され、ロダニアンはマルセイユ - ジュネーヴ間に運行区間を変更し、パリ - マルセイユ・ニース間の在来線昼行列車は姿を消した。

### その他
居眠り運転防止のためル・ミストラルを牽引する電気機関車の運転室には座席がなく、運転手は立ったままであった。
またデッドマン装置が取り付けられ、運転中居眠りしてレバーを握る手が緩むとブザーが鳴り、さらに放置すると自動でブレーキがかかるというものであった。

### 年表
- 1950年5月14日 : 急行列車「ミストラル」、パリ - マルセイユ間で運行開始。
- 1952年10月 : パリ - ニース間に延長。
- 1956年7月 : 「ミストラル56型」客車使用開始。
- 1965年5月30日 : 「ミストラル」TEE化。
- 1969年2月9日 : 「ミストラル69型」客車使用開始。TEE「リヨネ」、パリ - リヨン間運行開始。
- 1971年5月23日 : 「ロダニアン」、パリ - マルセイユ間のTEEに。
- 1976年5月26日 : 「リヨネ」、通常の急行列車に種別変更。
- 1978年10月1日 : 「ロダニアン」、急行列車に種別変更。
- 1981年9月27日 : 「リヨネ」廃止。「ミストラル」急行列車に種別変更。
- 1982年5月23日 : 「ミストラル」廃止。「ロダニアン」、マルセイユ - ジュネーヴ間のインターシティに。

## 停車駅一覧
1965年のTEE化後の停車駅は以下の通り。
| 駅名                              | ミストラル | リヨネ | ロダニアン | 備考                             |
| --------------------------------- | ---------- | ------ | ---------- | -------------------------------- |
| パリ・リヨン駅                    | ●          | ●      | ●          |                                  |
| ディジョン・ヴィル駅(Dijon-Ville) | ●          | ▼      | ｜         | 1969年までパリ行ミストラルは通過 |
| リヨン・ペラーシュ駅              | ●          | ●      | ●          |                                  |
| ヴァランス駅(Valence)             | ●          |        | ●          |                                  |
| アヴィニョン駅(Avignon)           | ●          |        | ●          |                                  |
| マルセイユ・サン・シャルル駅      | ●          |        | ●          | ミストラルは方向転換を行なう。   |
| トゥーロン駅(Toulon)              | ●          |        |            |                                  |
| サン・ラファエル駅(Saint-Raphaël) | ●          |        |            |                                  |
| カンヌ駅                          | ●          |        |            |                                  |
| アンティーブ駅(Antibes)           | ●          |        |            |                                  |
| ニース駅                          | ●          |        |            |                                  |

| ●    | ｜   | ▼                |
| ---- | ---- | ---------------- |
| 停車 | 通過 | リヨン行のみ停車 |

## 車両

### 客車

#### 1956年以前の客車
1950年の運行開始当時、ミストラルに主として用いられていたのはDEV客車(Voiture DEV AO)の一二等合造コンパートメント車（当時は三等級制）である。これはフランス国鉄の客車研究部(Division des études des voitures, DEV)の開発した鋼製車両で、3両または4両がミストラルに連結された。。
またミストラルにはかつてプルマン・コート・ダジュール急行に用いられていた国際寝台車会社（ワゴン・リ）のプルマン車が一二等各1両ずつと、ワゴン・リ社の食堂車も連結されていた。プルマンの二等車は1950年末には連結を打ち切られるが、一等プルマン車とワゴン・リの食堂車は1969年2月まで編成に含まれており、その後プルマン車は1969年9月まで、食堂車は1970年1月までリヨネに連結されていた。

#### ミストラル56型
ミストラル56型はDEVのステンレス客車(Voiture DEV Inox)の一形式で、空調設備を備えており最高速度160km/hでの運転に対応している。6人用個室8室を備えたコンパートメント車(A8myfi)と、コンパートメント5室に加え残りのスペースをバーとした車両(A5smyfi)がある。車体は無塗装であるが、1965年のTEE化後は窓の上に細い赤帯と"TRANS EUROP EXPRESS"の文字が加えられた。
1953年から1956年にかけて製造され、1956年7月から1969年2月までミストラルに使用された後、1970年1月までリヨネに使用された。

#### ミストラル69型
ミストラル69型、または新ミストラル(Nouveau Mistral)型は1968年から1970年にかけてフランス国鉄がTEE向けに製造した客車である。基本的な設計は1964年にパリ - ブリュッセル - アムステルダム(PBA)系統のTEEに投入された客車とほぼ同一であるが、台車が新型になっているほか窓がやや大きいなどの違いがある。
1969年2月からミストラルに、また1970年1月からはリヨネ、1971年5月からはロダニアンに用いられた。
一等開放座席・荷物・電源車(A4Dtux)
客車の半分に中央通路を挟んで1列+2列の開放型座席21席があり、もう半分は荷物室と出力435kWのディーゼル発電機を備えた電源室となっている。編成の端に連結される。
一等コンパートメント車(A8u)
6人用個室8室からなり、定員48人。
一等開放座席車(A8tu)
通路を挟んで1列+2列の開放型座席46席を備える。
食堂車(Vru)
厨房と食事席39席を備える。PBA系統用の車両では食堂車はなくそれぞれの座席で食事を提供する方式だったが、ミストラルでは乗車時間が比較的長いことから専用の食堂車が設けられた。なおミストラルでも食堂車の両隣の開放座席車では座席で食事をとることもできた。
「特別バー」車(Arux)
車両のほぼ半分が飲物や軽食を提供するバーとなっており、もう半分にはネクタイやスカーフ、本、土産物などを販売するブティック（売店）、文書のタイプなどのサービスを行なう秘書室、さらに理容室がある。ミストラル専用の客車であり、その豪華列車ぶりを印象づけるものとして知られていた。
一等開放座席・バー車(A3rtu)
車両の半分がバーであり、もう半分は開放型座席17席となっている。リヨネとロダニアンに用いられた。

### 機関車

#### 蒸気機関車

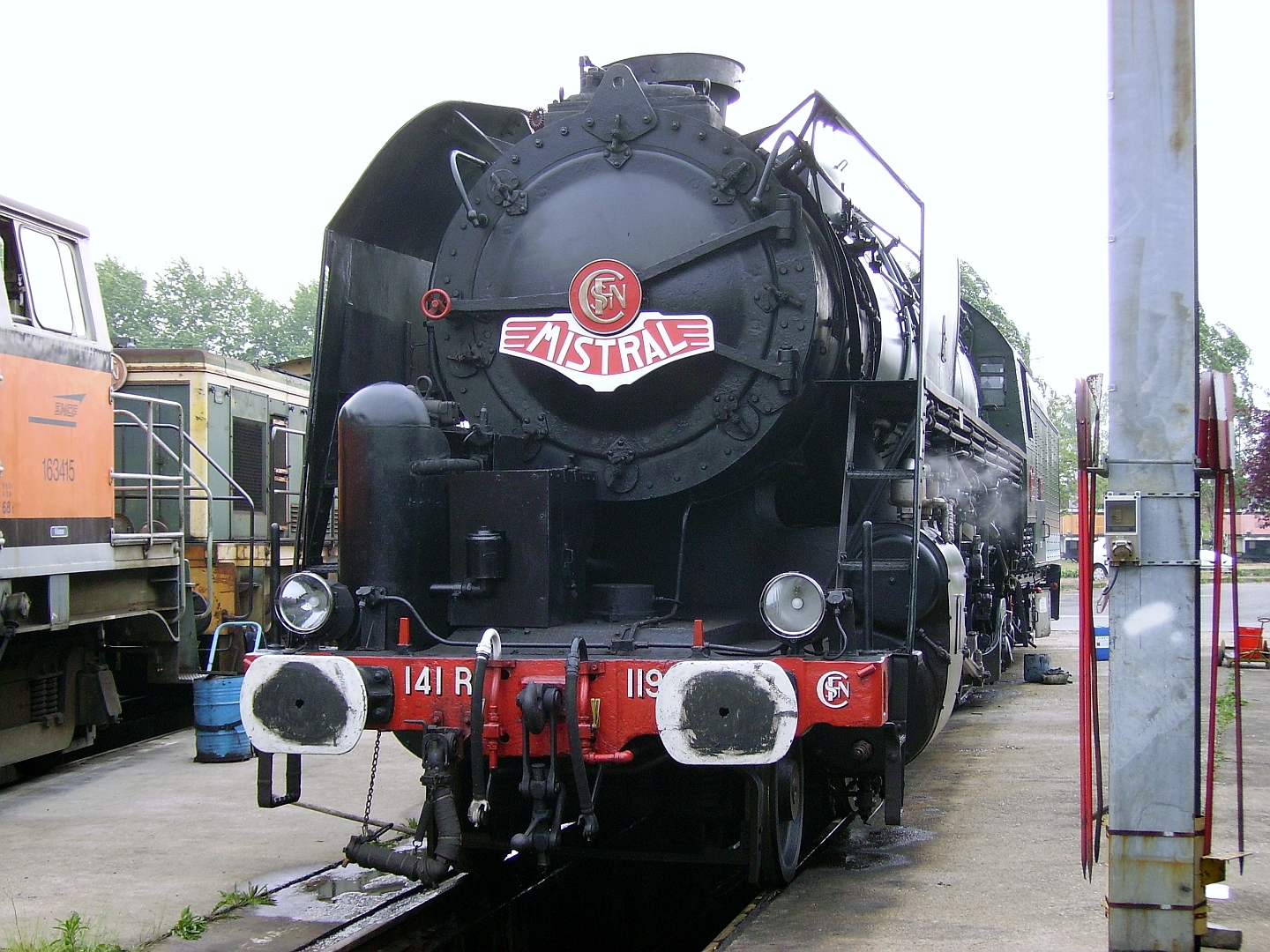
ミストラルのヘッドマークをつけた141R形蒸気機関車

1950年の運転開始当時、ミストラルはラロッシュ-ディジョン間を除いて蒸気機関車牽引であった。その後電化の進展とともに蒸気機関車牽引区間は縮小され、1965年にマルセイユ - ニース間がディーゼル機関車に置き換えられたことでミストラルの運用から完全に退いた。
使用されていた主な機関車は以下の通り。
| 機関車        | 期間          | 主な牽引区間                           |
| ------------- | ------------- | -------------------------------------- |
| 231K形        | 1950年-1952年 | パリ - ラロッシュ、ディジョン - リヨン |
| 231H形        | 1950年-1952年 | リヨン - マルセイユ                    |
| 241P形(241 P) | 1952年-1962年 | リヨン - マルセイユ                    |
| 231G形(231 G) | 1952年-1953年 | マルセイユ - ニース                    |
| 141R形        | 1953年-1965年 | マルセイユ - ニース                    |

#### ディーゼル機関車
1965年のミストラルのTEE化時点から、非電化のマルセイユ - ニース間はBB67000形ディーゼル機関車(BB 67000)による牽引となった。同区間の交流電化の進展とともに牽引区間は縮小され、1969年の電化完了とともに運用から退いた。

#### 電気機関車

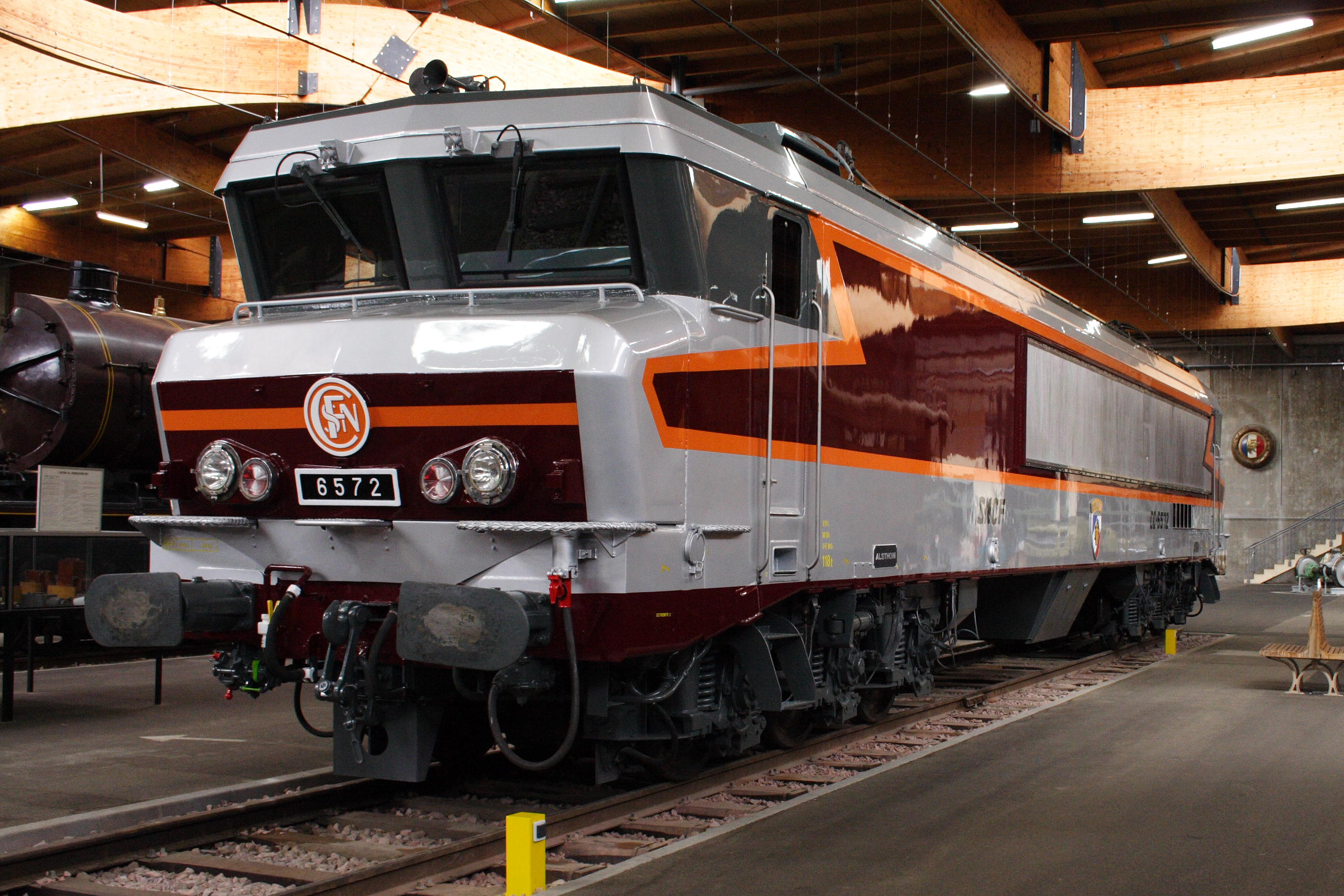
CC6500形電気機関車

1950年のミストラル運転開始当時、電気機関車が用いられていただったのはセーヌ川水系とローヌ川水系の分水界を越えるラロッシュ - ディジョン間のみだった。その後電化区間は拡大し、1969年には全線が電気機関車牽引となった。なおパリ - マルセイユ間は直流電化で直流電気機関車が使用され、マルセイユ - ニース間は交流電化であり、交直流電気機関車が用いられた。
使用された主な機関車は以下の通り。
| 機関車 | 機関車               | 期間            | 主な牽引区間                                    |
| ------ | -------------------- | --------------- | ----------------------------------------------- |
| 直流   | 2D2 9100形(2D2 9100) | 1950年 - 1952年 | パリ - ラロッシュ - ディジョン                  |
| 直流   | CC7100形             | 1952年 - 1960年 | パリ - リヨン                                   |
| 直流   | BB9200形(BB 9200)    | 1958年 - 1968年 | パリ - マルセイユ（1960年まではリヨン以南のみ） |
| 直流   | BB9300形(BB 9300)    | 1968年 - 1970年 | パリ - マルセイユ                               |
| 直流   | CC6500形(CC 6500)    | 1970年 - 1979年 | パリ - マルセイユ                               |
| 直流   | BB7200形             | 1979年 - 1982年 | パリ - マルセイユ                               |
| 交直流 | BB25500形(BB 25500)  | 1965年 - 1966年 | マルセイユ - トゥーロン                         |
| 交直流 | BB25200形(BB 25200)  | 1966年 - 1977年 | マルセイユ - ニース                             |
| 交直流 | BB22200形(BB 22200)  | 1977年 - 1982年 | マルセイユ - ニース                             |

### 編成表
| ←マルセイユパリ→ |      |      |    |    |    |    |      |
| \| D \| WSPA \| WSPB \| WR \| AB \| AB \| AB \| (AB) \|                                                                              |      |      |    |    |    |    |      |
| (凡例) - WSPA : 一等プルマン車 - WSPB : 二等プルマン車 - AB : 一二等コンパートメント車 三等級制。一二等車は4両連結されることもある。 |      |      |    |    |    |    |      |
| D | WSPA | WSPB | WR | AB | AB | AB | (AB) |

| ←ニースパリ→ |               |               |               |               |               |               |               |                   |                   |                   |               |               |               |               |               |
| \| D \| WSP \| WR \| A \| A \| A \| As \| A \| A \| A \| A \| WR \| A \| A \| A \| A \| \| パリ - ニース \| パリ - ニース \| パリ - ニース \| パリ - ニース \| パリ - ニース \| パリ - ニース \| パリ - ニース \| パリ - ニース \| パリ - マルセイユ \| パリ - マルセイユ \| パリ - マルセイユ \| パリ - リヨン \| パリ - リヨン \| パリ - リヨン \| パリ - リヨン \| パリ - リヨン \| |               |               |               |               |               |               |               |                   |                   |                   |               |               |               |               |               |
| (凡例) マルセイユ - ニース間逆編成。一等客車はミストラル56型。 |               |               |               |               |               |               |               |                   |                   |                   |               |               |               |               |               |
| D | WSP           | WR            | A             | A             | A             | As            | A             | A                 | A                 | A                 | WR            | A             | A             | A             | A             |
| パリ - ニース | パリ - ニース | パリ - ニース | パリ - ニース | パリ - ニース | パリ - ニース | パリ - ニース | パリ - ニース | パリ - マルセイユ | パリ - マルセイユ | パリ - マルセイユ | パリ - リヨン | パリ - リヨン | パリ - リヨン | パリ - リヨン | パリ - リヨン |

| ←ニースパリ→ |                   |                   |                   |                   |               |               |               |               |               |               |               |               |               |
| \| ADt \| A \| At \| Vr \| At \| At \| Vr \| At \| Ar \| A \| A \| A \| A \| ADt \| \| パリ - マルセイユ \| パリ - マルセイユ \| パリ - マルセイユ \| パリ - マルセイユ \| パリ - マルセイユ \| パリ - ニース \| パリ - ニース \| パリ - ニース \| パリ - ニース \| パリ - ニース \| パリ - ニース \| パリ - ニース \| パリ - ニース \| パリ - ニース \| |                   |                   |                   |                   |               |               |               |               |               |               |               |               |               |
| (凡例) マルセイユ - ニース間逆編成。客車はミストラル69型。 |                   |                   |                   |                   |               |               |               |               |               |               |               |               |               |
| ADt | A                 | At                | Vr                | At                | At            | Vr            | At            | Ar            | A             | A             | A             | A             | ADt           |
| パリ - マルセイユ | パリ - マルセイユ | パリ - マルセイユ | パリ - マルセイユ | パリ - マルセイユ | パリ - ニース | パリ - ニース | パリ - ニース | パリ - ニース | パリ - ニース | パリ - ニース | パリ - ニース | パリ - ニース | パリ - ニース |

| ←リヨンパリ→                                                                                            |     |    |   |   |   |    |   |   |   |
| \| D \| WSP \| WR \| A \| A \| A \| As \| A \| A \| A \| \| パリ - リヨン \| \| \| \| \| \| \| \| \| \| |     |    |   |   |   |    |   |   |   |
| (凡例) 一等客車はミストラル56型。                                                                       |     |    |   |   |   |    |   |   |   |
| D | WSP | WR | A | A | A | As | A | A | A |
| パリ - リヨン                                                                                           |     |    |   |   |   |    |   |   |   |

| ←リヨンパリ→                                                                                       |   |   |    |    |    |     |   |   |
| \| ADt \| A \| A \| At \| Vr \| At \| Art \| A \| A \| \| パリ - リヨン \| \| \| \| \| \| \| \| \| |   |   |    |    |    |     |   |   |
| (凡例) 客車はミストラル69型。                                                                      |   |   |    |    |    |     |   |   |
| ADt                                                                                                | A | A | At | Vr | At | Art | A | A |
| パリ - リヨン                                                                                      |   |   |    |    |    |     |   |   |

| ←マルセイユパリ→                                                                              |     |    |    |   |   |   |     |
| \| A \| Art \| Vr \| At \| A \| A \| A \| ADt \| \| パリ - マルセイユ \| \| \| \| \| \| \| \| |     |    |    |   |   |   |     |
| (凡例) 客車はミストラル69型。                                                                 |     |    |    |   |   |   |     |
| A                                                                                             | Art | Vr | At | A | A | A | ADt |
| パリ - マルセイユ                                                                             |     |    |    |   |   |   |     |

| \| Bt \| Bt \| B \| Bt \| Bt \| B \| Brt \| Vr \| At \| A \| A \| A \| At \| ADt \|                                               |    |   |    |    |   |     |    |    |   |   |   |    |     |
| (凡例) 一等車はミストラル69型、二等車はコライユ。 - B : 二等コンパートメント車 - Brt : 二等開放座席・バー車 - Bt : 二等開放座席車 |    |   |    |    |   |     |    |    |   |   |   |    |     |
| Bt | Bt | B | Bt | Bt | B | Brt | Vr | At | A | A | A | At | ADt |

#### 凡例
| A   | 一等コンパートメント車       | D   | 荷物（電源）車       |
| Ar  | バー車                       | Vr  | 食堂車               |
| Art | 一等開放座席・バー車         | WR  | 食堂車（ワゴン・リ） |
| As  | 一等コンパートメント・バー車 | WSP | プルマン車           |
| At  | 一等開放座席車               |     |                      |
| ADt | 一等開放座席・荷物・電源車   |     |                      |